# António Sardinha

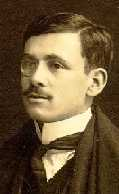
Antonio Sardinha

António Maria de Sousa Sardinha (* 9. September 1887 in Monforte; † 10. Januar 1925 in Elvas) war ein portugiesischer Schriftsteller, Herausgeber und Politiker, der als einer der führenden Intellektuellen Portugals seiner Zeit galt. Außerdem ist er einer der bedeutendsten Vertreter des portugiesischen Integralismus und Monarchismus.

## Leben
António Sardinha wurde 1887 in Montforte, einer Gemeinde in der südlichen portugiesischen Provinz Alentejo, geboren. Schon als 15-Jähriger veröffentlichte er seinen ersten Gedichtband. 1911 begann er ein Studium der Rechtswissenschaften an der Universität Coimbra. 1913 war er zum katholischen Glauben konvertiert und wurde zum treuen Anhänger der Monarchie.
Für die Monarchistische Partei wurde er als Abgeordneter ins Parlament gewählt. 1914 gründete er die Zeitschrift Nação Portuguesa (Portugiesische Nation), die als Sammelbecken für völkische, rassische, nationalistische und integralistische Intellektuelle wurde und damit zum Urheber des Integralismo Português, des Portugiesischen Integralismus. 1919 musste er für 27 Monate ins Exil, weil bekannt wurde, dass man im Norden des Landes die Errichtung einer Monarquia de Norte, einer Monarchie des Nordens geplant hatte. Seit 1922 war er auch Herausgeber der epigonalen monarchistischen Zeitschrift A Monarquia.
Der Schriftsteller und Politiker starb am 10. Januar 1925 im Alter von 37 Jahren.

## Sardinha als Geistiger Vater
António Sardinha gilt teilweise bis heute als führender Exponent der portugiesischen Rechten. Viele seiner Schriften waren offen oder verdeckt mit völkischen, rassischen, integralistischen und monarchistischen Elementen durchzogen. Auch lehnte er den Parlamentarismus und die Demokratie in seinen Werken entschieden ab. Ihn verband eine Bekanntschaft mit dem portugiesischen Präsidenten Sidónio Pais. Er war somit ein Geistiger Vater des portugiesischen Faschismus, der in dem nur ein Jahr auf seinem Tod folgenden Militärputsch seinen politischen Anfang nahm.

## Werke (Auswahl)
- Ensaio: O Valor da Raça (1915) – Essay: Wert der Rasse.
- Na corte de Saudade (1922) – Am Hofe der Sehnsucht, Gedichte.
- Chuva da Tarde (1923) – Regen am Nachmittag, Gedichte.
- A Aliança Peninsular (1925) – Allianz der Halbinsel.